# Grzegorz Mądry
Grzegorz Mądry (* 6. August 1954 in Zielona Góra) ist ein ehemaliger polnischer Leichtathlet, der sich auf den Sprint spezialisiert hat. Seinen größten sportlichen Erfolg feierte er mit dem Gewinn der Bronzemedaille über 400 Meter bei den Halleneuropameisterschaften 1975 in München.

## Sportliche Laufbahn
Erste internationale Erfahrungen sammelte Grzegorz Mądry vermutlich im Jahr 1973, als er bei den Junioreneuropameisterschaften in Duisburg in 21,47 s den fünften Platz im 200-Meter-Lauf belegte und über 100 Meter mit 10,70 s im Halbfinale ausschied. Zudem gelangte er dort mit der polnischen 4-mal-100-Meter-Staffel mit 40,75 s auf Rang vier. Im Jahr darauf belegte er mit der Staffel bei den Europameisterschaften in Rom in 39,35 s den fünften Platz und 1975 schied er bei der Sommer-Universiade ebendort mit 21,84 s in der Vorrunde über 200 Meter aus und belegte mit der Staffel in 40,66 s den sechsten Platz. Im Jahr darauf gewann er bei den Halleneuropameisterschaften in München in 48,46 s die Bronzemedaille im 400-Meter-Lauf hinter dem Bulgaren Janko Bratanow und Hermann Köhler aus der BR Deutschland. Daraufhin trat er nicht mehr international in Erscheinung.
1976 wurde Mądry polnischer Hallenmeister über 400 Meter.

## Persönliche Bestzeiten
- 100 Meter: 10,2 s, 19. Juni 1974 in Warschau
- 200 Meter: 21,22 s, 16. Juni 1974
- 400 Meter: 47,56 s, 25. Juni 1976
  - 400 Meter (Halle): 47,98 s, 21. Februar 1976 in München